# Platja dels Prats de Vila-seca
La Platja dels Prats de Vila-seca, també anomenada prats de la Pineda o, antigament, Prats d'Albinyana, és una platja localitzada entre els últims edificis del nucli de la Pineda, la zona industrial i portuària de Tarragona i l'antic càmping Calípolis. És un espai d'uns 550 metres d'amplada, ocupat antigament per conreus i que presenta actualment vegetació natural.
Repassant la història natural de Vila-seca i Tarragona es constata que, ancestralment, l'àrea litoral compresa entre el Racó de Salou i la desembocadura del Francolí era ocupada per extensos prats humits i jonqueres, tamarigars i bosquetons de ribera, llargs cordons de dunes litorals vegetades, savinars litorals, salobrars i grans estanys d'aigües dolces i tranquil·les. A partir de l'Edat Moderna i en especial del segle xviii es produí un procés de dessecatge de les llacunes, amb la doble intenció de millorar la salut pública i de posar en producció unes terres que contribuïen poc a la riquesa dels propietaris. L'assecatge es produí a partir de 1750 i consistí sobretot en la construcció d'una sèrie de séquies o drenatges que facilitessin l'evacuació de les aigües cap al mar i amb treballs periòdics de manteniment per evitar que la vegetació dificultés la circulació de l'aigua i contribuís a la seva colmatació. L'assecatge de llacunes continuà durant els segles xix i xx i en els anys cinquanta del segle passat la immensa majoria del territori, antigament ocupat pels aiguamolls, s'havia convertit ja en terra de conreu.
El desenvolupament econòmic dels anys 60 i 70 va portar a la zona nous canvis en el territori. D'una banda, els terrenys del terme municipal de Tarragona optaren per un desenvolupament industrial i, d'altra banda, en l'àmbit corresponent al terme municipal de Vila-seca, creixia la urbanització de finalitat turística lligada al nucli de la Pineda.
Tot aquest procés històric ens porta a la situació actual, on els espais no urbanitzats de la zona és sòl a l'expectativa d'ocupació o simplement zones de conreus abandonats. En els camps abandonats de fa més temps, la vegetació natural torna a sortir i bona part d'aquesta és un altre cop vegetació de zona humida, si bé diferent en part de la que hi havia hagut en època històrica, ja que el rebliment de les llacunes efectuada en els segles XVIII, XIX i XX no permet el desenvolupament de les comunitats més lligades als espais inundats.
En aquest tram del litoral resten zones amb séquies i retalls de vegetació sub-halòfila i helofítica, que ens delaten un nivell freàtic superficial. Entre la vegetació destacada de l'espai es troben els canyissars, associats normalment a les séquies, jonqueres de jonc boval (Scirpus holoschoenus), herbassars de gramínies higròfiles espesses i fenassars (prats de Brachypodium phoenicoides). La part més litoral de l'espai presenta formacions dunars força degradades entre les quals es poden trobar el borró (Ammophila arenaria) o comunitats de salicornia i altres plantes anuals.
Es detecta a l'espai la presència de l'hàbitat d'interès comunitari Jonqueres i herbassars graminoides humits, mediterranis, del Molinio-Holoschoenion (codi 6420) i a més, es considera la zona com a hàbitat de llacunes litorals (hàbitat prioritari, codi 1150).
Pel que fa a la fauna s'hostatgen espècies animals d'interès. Pel que fa als animals terrestres, el gripau corredor (Buffo calamita) troba en aquest espai d'estanyament estacional un punt molt important de cria. No obstant les aus són el grup de major interès. S'ha detectat la nidificació del corriol camanegre (Charadrius alexandrinus). Destaca la importància de l'àrea per a les aus migrants, s'hi han observat espècies poc comunes al Camp de Tarragona: el becadell sord (Lymnocryptes minimus), el pigre gris (Pluvialis squatarola), el pòlit cantaire (Numenius phaeopus) i sobretot el territ pectoral (Calidris melanotos), el territ de temminck (Calidris temmincki), la siseta (Tringa stagnatilis), el rasclet (Porzana pussilla), la garsa de mar (Haematopus ostralegus) i el major grup de tèrrits grossos (Calidris canutus) observat mai al Camp de Tarragona. També altres espècies d'interès com els territ bec-llarg (Calidris ferruginea), menut (Calidris minuta), tèrrit variant (C. alpina), el cames-llargues (Himantopus himantopus), els corriols gros (Charadrius hiaticula) i corriol petit (C. dubius). Aquest nombre d'espècies protegides es pot considerar excepcional per a una àrea de la superfície del sector de la platja dels prats.
Cal dir que els prats de Vila-seca és actualment un dels espais naturals més degradats de la comarca (sobre-freqüentació antròpica, abocaments de residus i runes, ...), alhora, però, se'l pot considerar també com el de més potencialitat, tant ecològica com social i paisatgística. Restaurar artificialment aquests ambients és tècnicament possible, atesa l'elevada capacitat de regeneració de les zones humides (la successió natural esborra en poc temps el pas de les màquines, el canyís creix amb força i la fauna recolonitza immediatament i progressiva el biòtop creat), que, lligada als alts índexs de biodiversitat i densitat que li són intrínsecs, garanteixen una bona i immediata apreciació social.
La zona humida de la Platja dels Prats de Vila-seca forma part de l'espai de la Xarxa Natura 2000 ES514 0004 Séquia Major.